# Râul Motrușor
Râul Motrușor este un curs de apă, afluent al râului Motrul Sec. 